# Viktória Chladoňová
Viktória Chladoňová (* 15. listopadu 2006) je slovenská cyklistka, která bude od roku 2025 jezdit za profesionální tým Visma–Lease a Bike, se kterým podepsala smlouvu na tři roky.

## Kariéra
V roce 2024 se umístila na 2. místě v časovce na Mistrovství světa v silniční cyklistice v kategorii juniorek. V silničním závodě se umístila třetí.

## Osobní život
Cyklistice se věnuje od svých deseti let. V roce 2024 studovala Gymnáziu Ľ. Štúra v Trenčíně.

## Hlavní výsledky

### Silniční cyklistika
2024
Mistrovství světa
2. místo v juniorské časovce
3. místo v juniorském silničním závodě

### Cyklokros
2024
Mistrovství světa v cyklokrosu 
3. místo v juniorské kategorii